# Кресвел-Крэгс
Кресвел-Крэгс (англ. Creswell Crags) — известняковый каньон на границе между Дербиширом и Ноттингемширом в Англии близ деревень Кресуэлл, Уитуэлл и Элмтон. В скалистых утёсах, окружающих крупный овраг, имеются несколько пещер, которые были населены во времена последнего ледникового периода, около 43000 — 10000 лет назад.
В пещерах обнаружено несколько культурных слоёв и остатки кремнёвых орудий, относящихся к мустьерской, прото-солютрейской, кресвельской и маглемозской археологическим культурам.
Пещеры были сезонными жилищами кочевых охотников-собирателей в эпоху верхнего палеолита и мезолита. Также обнаружены следы более поздних периодов: неолита, бронзового века, римского завоевания и даже пост-средневекового.
Культурные слои пещеры делятся на несколько периодов: около 43000 г. до н. э., затем период 30000 — 28000 г. до н. э., и затем около 10000 г. до н. э.
Ранние раскопки провёл здесь археолог Уильям Бойд Докинс опубликовавший о находках несколько статей. В ходе раскопок, проводившихся в пещерах с 1875 г. по настоящее время, обнаружена кость с выгравированным изображением головы лошади и ряд других предметов из кости, наряду с останками многочисленных древних животных. Пещеры открыты для публичного доступа, имеется центр приёма посетителей.
В апреле 2003 года на стенах и потолках некоторых пещер были найдены гравированные и барельефные изображения. До тех пор считалось, что на территории Британии пещерного искусства не существовало. До настоящего времени находки в Кресвел-Крэгс — наиболее северные образцы пещерного искусства в Западной Европе. Среди сюжетов изображений — животные, а также фигуры, напоминающие птиц (возможно, стилизованные изображения женщин).